# Doreen Massey (politica)
Doreen Elizabeth Massey, baronessa Massey di Darwen, nata Hall (Darwen, 5 settembre 1938 – Chailey, 20 aprile 2024), è stata una politica britannica.

## Biografia
Doreen Hall nacque il 5 settembre 1938. Cresciuta a Darwen, nel Lancashire, frequentò l'Università di Birmingham, laureandosi con un bachelor of arts in francese nel 1961. Studiò poi all'Università di Londra, ottenendo un master of arts nel 1985.

### Carriera politica
Dopo aver lavorato come insegnante, divenne direttrice della Family Planning Association dal 1989 al 1994. Il 26 luglio 1999 venne annunciata la sua nomina a pari a vita ed entrò quindi alla Camera dei lord tra i laburisti. Assunse il titolo di baronessa Massey di Darwen.
La baronessa fu una dei soci onorari della National Secular Society, membro dell'Associazione umanistica britannica e vicepresidente del Gruppo umanista parlamentare di tutti i partiti.
Nel settembre 2010, Doreen Massey firmò, assieme ad altri 54 personaggi pubblici, una lettera aperta pubblicata sul quotidiano The Guardian, nella quale espressero la loro contrarietà alla visita di Papa Benedetto XVI nel Regno Unito.

### Decesso
La baronessa Massey morì a Chailey il 20 aprile 2024, all'età di 85 anni, a causa di un cancro.

## Vita privata
Doreen Hall si sposò con Leslie Massey nel 1966, dal quale prese il cognome. Insieme ebbero tre figli.